# Nzaeli Kyomo
Nzaeli Kyomo (née le 2 juin 1957) est une sprinteuse tanzanienne.

## Carrière
Nzaeli Kyomo remporte la médaille d'argent du 200 mètres et la médaille de bronze du 100 mètres aux Championnats d'Afrique de 1979. Elle est médaillée d'or du 200 mètres et médaillée de bronze du 100 mètres aux Championnats d'Afrique de 1982.
Elle participe aux Jeux olympiques de 1980 et aux Jeux olympiques de 1984, sans parvenir à atteindre la finale du 100 mètres ou du 200 mètres.